# Doom (Mood)
Doom è il primo album del gruppo hip hop statunitense Mood, pubblicato nel 1997. Secondo AllMusic, «solo i campionamenti valgono l'album». Talib Kweli è l'ospite principale del disco.
| Recensione | Giudizio |
| ---------- | -------- |
| AllMusic   | [ 1 ]    |

## Tracce
1. Esoteric Manuscripts (Mood) – 4:03 – Jahson
2. Info For The Streets (Mood) – 3:50 – Hi-Tek
3. He Is DJ Hi-Tek (Hi-Tek) – 0:40 – Hi-Tek
4. Karma (Mood) – 3:18 – Hi-Tek
5. The Vision (Mood) – 4:56 – Jahson
6. Tunnel Bound (Mood) – 4:38 – Hi-Tek
7. Nuclear Hip-Hop (Mood, Talib Kweli) – 4:18 – Jahson
8. Another Day (Mood) – 3:11 – Jahson
9. Sacred Pt. I (Mood, Talib Kweli) – 4:48 – Jahson
10. Peddlers of Doom (Mood, Talib Kweli) – 4:59 – Jahson
11. Millennium (Mood) – 3:44 – Hi-Tek
12. Babylon the Great (Jahson) – 0:28 – Jahson
13. Peace Infinity (Mood, Talib Kweli) – 3:50 – Jahson
14. Secrets of the Sand (Mood, Darryl Irby) – 3:21 – Jahson
15. Illuminated Sunlight (Mood, Sunz of Man) – 5:02 – Hi-Tek
16. Industry Lies (Mood, Reflection Eternal) – 2:41 – Hi-Tek
17. No Ordinary Brother (Hi-Tek) – 0:32 – Hi-Tek
18. Cincinnati (Mood, Holmskillet) – 3:45 – Hi-Tek